# Premio César per il miglior film straniero
Il premio César per il miglior film straniero (César du meilleur film étranger) è un premio cinematografico francese assegnato annualmente dall'Académie des arts et techniques du cinéma a partire dal 1976.
L'unico regista ad aver ottenuto tre volte questo riconoscimento è Clint Eastwood: nel 2004 con Mystic River, nel 2006 con Million Dollar Baby e nel 2010 con Gran Torino.

## Albo d'oro
I vincitori sono indicati in grassetto, a seguire gli altri candidati.

### Anni 1976-1979
- 1976: Profumo di donna, regia di Dino Risi (Italia)
  - Aguirre, furore di Dio (Aguirre, der Zorn Gottes), regia di Werner Herzog (Germania Ovest)
  - Il flauto magico (Trollflöjten), regia di Ingmar Bergman (Svezia)
  - Nashville, regia di Robert Altman (Stati Uniti)
- 1977: C'eravamo tanto amati, regia di Ettore Scola (Italia)
  - Alleva corvi (Cría cuervos), regia di Carlos Saura (Spagna)
  - Barry Lyndon, regia di Stanley Kubrick (Regno Unito/Stati Uniti)
  - Qualcuno volò sul nido del cuculo, regia di Miloš Forman (Stati Uniti)
- 1978: Una giornata particolare, regia di Ettore Scola (Italia)
  - L'amico americano (Der Amerikanische Freund), regia di Wim Wenders (Germania Ovest)
  - Io e Annie (Annie Hall), regia di Woody Allen (Stati Uniti)
  - Pane e cioccolata, regia di Franco Brusati (Italia)
- 1979: L'albero degli zoccoli, regia di Ermanno Olmi (Italia)
  - Giulia (Julia), regia di Fred Zinnemann (Stati Uniti)
  - Un matrimonio (A Wedding), regia di Robert Altman (Stati Uniti)
  - Sinfonia d'autunno (Höstsonaten), regia di Ingmar Bergman (Svezia)

### Anni 1980-1989
- 1980: Manhattan, regia di Woody Allen (Stati Uniti)
  - Apocalypse Now, regia di Francis Ford Coppola (Stati Uniti)
  - Hair, regia di Miloš Forman (Stati Uniti)
  - Il tamburo di latta (Die Blechtrommel), regia di Volker Schlöndorff (Germania Ovest/Jugoslavia/Francia/Polonia)
- 1981: Kagemusha - L'ombra del guerriero (Kagemusha), regia di Akira Kurosawa (Giappone)
  - Kramer contro Kramer (Kramer vs. Kramer), regia di Robert Benton (Stati Uniti)
  - The Rose, regia di Mark Rydell (Stati Uniti)
  - Saranno famosi (Fame), regia di Alan Parker (Stati Uniti)
- 1982: The Elephant Man, regia di David Lynch (Regno Unito/Stati Uniti)
  - L'inganno (Die Fälschung), regia di Volker Schlöndorff (Germania Ovest/Francia)
  - I predatori dell'arca perduta (Raiders of the Lost Ark), regia di Steven Spielberg (Stati Uniti)
  - L'uomo di ferro (Czlowiek z zelaza), regia di Andrzej Wajda (Polonia)
- 1983: Victor Victoria, regia di Blake Edwards (Regno Unito/Stati Uniti)
  - La donna del tenente francese (The french Lieutenant's Woman), regia di Karel Reisz (Regno Unito)
  - E.T. l'extra-terrestre (E.T. the Extra-Terrestrial), regia di Steven Spielberg (Stati Uniti)
  - Yol, regia di Şerif Gören e Yilmaz Güney (Turchia/Francia/Svizzera)
- 1984: Fanny e Alexander (Fanny och Alexander), regia di Ingmar Bergman (Svezia/Francia/Germania Ovest)
  - Carmen Story (Carmen), regia di Carlos Saura (Spagna)
  - Ma che siamo tutti matti? (The Gods Must Be Crazy), regia di Jamie Uys (Botswana/Sudafrica)
  - Tootsie, regia di Sydney Pollack (Stati Uniti)
- 1985: Amadeus, regia di Miloš Forman (Stati Uniti)
  - Greystoke - La leggenda di Tarzan, il signore delle scimmie (Greystoke: The Legend of Tarzan, Lord of the Apes), regia di Hugh Hudson (Regno Unito/Stati Uniti)
  - Maria's Lovers, regia di Andrei Konchalovsky (Stati Uniti)
  - Paris, Texas, regia di Wim Wenders (Germania Ovest/Francia/Regno Unito)
- 1986: La rosa purpurea del Cairo (The Purple Rose of Cairo), regia di Woody Allen (Stati Uniti)
  - L'anno del dragone (Year of the Dragon), regia di Michael Cimino (Stati Uniti)
  - Cercasi Susan disperatamente (Desperately Seeking Susan), regia di Susan Seidelman(Stati Uniti)
  - Ran, regia di Akira Kurosawa (Giappone)
  - Urla del silenzio (The Killing Fields), regia di Roland Joffé (Regno Unito)
- 1987: Il nome della rosa (Der Name der Rose), regia di Jean-Jacques Annaud (Italia/Germania Ovest/Francia)
  - Fuori orario (After Hours), regia di Martin Scorsese (Stati Uniti)
  - Hannah e le sue sorelle (Hannah and Her Sisters), regia di Woody Allen (Stati Uniti)
  - La mia Africa (Out of Africa), regia di Sydney Pollack (Stati Uniti)
  - Mission (The Mission), regia di Roland Joffé (Regno Unito)
- 1988: L'ultimo imperatore (The Last Emperor), regia di Bernardo Bertolucci (Cina/Italia/Regno Unito)
  - Il cielo sopra Berlino (Der Himmel über Berlin), regia di Wim Wenders (Germania Ovest/Francia)
  - Intervista, regia di Federico Fellini (Italia)
  - Gli intoccabili (The Untouchables), regia di Brian De Palma (Stati Uniti)
  - Oci ciornie, regia di Nikita Michalkov (Italia/Unione Sovietica)
- 1989: Bagdad Café (Out of Rosenheim), regia di Percy Adlon (Germania/Stati Uniti)
  - Bird, regia di Clint Eastwood (Stati Uniti)
  - Chi ha incastrato Roger Rabbit (Who Framed Roger Rabbit), regia di Robert Zemeckis (Stati Uniti)
  - Salaam Bombay!, regia di Mira Nair (India/Regno Unito/Francia)

### Anni 1990-1999
- 1990: Le relazioni pericolose (Dangerous Liaisons), regia di Stephen Frears (Regno Unito/Stati Uniti)
  - Nuovo cinema Paradiso, regia di Giuseppe Tornatore (Italia)
  - Rain Man - L'uomo della pioggia (Rain Man), regia di Barry Levinson (Stati Uniti)
  - Sesso, bugie e videotape (Sex, Lies, and Videotape), regia di Steven Soderbergh (Stati Uniti)
  - Il tempo dei gitani (Dom za Vesanje), regia di Emir Kusturica (Italia/Jugoslavia/Regno Unito)
- 1991: L'attimo fuggente (Dead Poets Society), regia di Peter Weir (Stati Uniti)
  - Légami! (¡Átame!), regia di Pedro Almodóvar (Spagna)
  - Pretty Woman, regia di Garry Marshall (Stati Uniti)
  - Quei bravi ragazzi (Goodfellas), regia di Martin Scorsese (Stati Uniti)
  - Taxi Blues (Taksi-Blyuz), regia di Pavel Lungin (Francia/Unione Sovietica)
- 1992: Toto le héros - Un eroe di fine millennio (Toto le héros), regia di Jaco van Dormael (Belgio/Francia)
  - Alice, regia di Woody Allen (Stati Uniti)
  - Balla coi lupi (Dances with Wolves), regia di Kevin Costner (Stati Uniti)
  - Il silenzio degli innocenti (The Silence of the Lambs), regia di Jonathan Demme (Stati Uniti)
  - Thelma & Louise, regia di Ridley Scott (Stati Uniti)
- 1993: Tacchi a spillo (Tacones lejanos), regia di Pedro Almodóvar (Spagna)
  - L'amante (L'amant), regia di Jean-Jacques Annaud (Francia/Regno Unito/Vietnam)
  - Casa Howard (Howards End), regia di James Ivory (Regno Unito)
  - Mariti e mogli (Husbands and Wives), regia di Woody Allen (Stati Uniti)
  - I protagonisti (The Player), regia di Robert Altman (Stati Uniti)
- 1994: Lezioni di piano (The Piano), regia di Jane Campion (Australia/Regno Unito/Nuova Zelanda)
  - Addio mia concubina (Ba wang bie ji), regia di Chen Kaige (Cina)
  - Misterioso omicidio a Manhattan (Manhattan Murder Mystery), regia di Woody Allen (Stati Uniti)
  - Piovono pietre (Raining Stones), regia di Ken Loach (Regno Unito)
  - The Snapper, regia di Stephen Frears (Regno Unito/Irlanda)
- 1995: Quattro matrimoni e un funerale (Four Weddings and a Funeral), regia di Mike Newell (Regno Unito)
  - America oggi (Short Cuts), regia di Robert Altman (Stati Uniti)
  - Caro diario, regia di Nanni Moretti (Italia)
  - Pulp Fiction, regia di Quentin Tarantino (Stati Uniti)
  - Schindler's List - La lista di Schindler, regia di Steven Spielberg (Stati Uniti)
- 1996: Terra e libertà (Land and Freedom), regia di Ken Loach (Regno Unito/Spagna/Italia/Germania)
  - I ponti di Madison County (The Bridges of Madison County), regia di Clint Eastwood (Stati Uniti)
  - Smoke, regia di Wayne Wang (Stati Uniti/Germania)
  - I soliti sospetti (The Usual Suspects), regia di Bryan Singer (Stati Uniti)
  - Underground, regia di Emir Kusturica (Bulgaria/Francia/Repubblica Ceca/Germania/Jugoslavia/Ungheria)
- 1997: Le onde del destino (Breaking the Waves), regia di Lars von Trier (Danimarca/Svezia/Francia/Paesi Bassi/Norvegia)
  - Fargo, regia di Joel Coen (Stati Uniti)
  - Il postino, regia di Michael Radford (Italia/Francia/Belgio)
  - La Promesse, regia di Jean-Pierre e Luc Dardenne (Belgio/Francia/Lussemburgo/Tunisia)
  - Segreti e bugie (Secrets & Lies), regia di Mike Leigh (Regno Unito)
- 1998: Grazie, signora Thatcher (Brassed Off), regia di Mark Herman (Regno Unito)
  - Full Monty - Squattrinati organizzati (The Full Monty), regia di Peter Cattaneo (Regno Unito)
  - Hana-bi - Fiori di fuoco (Hana-bi), regia di Takeshi Kitano (Giappone)
  - Il paziente inglese (The English Patient), regia di Anthony Minghella (Regno Unito/Stati Uniti)
  - Tutti dicono I Love You (Everyone Says I Love You), regia di Woody Allen (Stati Uniti)
- 1999: La vita è bella, regia di Roberto Benigni (Italia)
  - Central do Brasil, regia di Walter Salles (Brasile/Francia)
  - Festen - Festa in famiglia (Festen), regia di Thomas Vinterberg (Danimarca)
  - Salvate il soldato Ryan (Saving Private Ryan), regia di Steven Spielberg (Stati Uniti)
  - Titanic, regia di James Cameron (Stati Uniti)

### Anni 2000-2009
- 2000: Tutto su mia madre (Todo sobre mi madre), regia di Pedro Almodóvar (Spagna/Francia)
  - Essere John Malkovich (Being John Malkovich), regia di Spike Jonze (Stati Uniti)
  - Eyes Wide Shut, regia di Stanley Kubrick (Regno Unito/Stati Uniti)
  - Ghost Dog - Il codice del samurai (Ghost Dog: The Way of the Samurai), regia di Jim Jarmusch (Stati Uniti)
  - La sottile linea rossa (The Thin Red Line), regia di Terrence Malick (Stati Uniti)
- 2001: In the Mood for Love (Fa yeung nin wa), regia di Wong Kar-wai
  - American Beauty, regia di Sam Mendes
  - Billy Elliot, regia di Stephen Daldry
  - Dancer in the Dark, regia di Lars von Trier
  - Yi Yi - e uno... e due... (Yi Yi), regia di Edward Yang
- 2002: Mulholland Drive, regia di David Lynch
  - Moulin Rouge!, regia di Baz Luhrmann
  - La stanza del figlio, regia di Nanni Moretti
  - Traffic, regia di Steven Soderbergh
  - L'uomo che non c'era (The Man Who Wasn't There), regia di Joel ed Ethan Coen
- 2003: Bowling a Columbine (Bowling for Columbine), regia di Michael Moore
  - Ebbro di donne e di pittura (Chihwaseon), regia di Kwon-taek Im
  - La città incantata (Sen to Chihiro no kamikakushi), regia di Hayao Miyazaki
  - Minority Report, regia di Steven Spielberg
  - Ocean's Eleven - Fate il vostro gioco (Ocean's Eleven), regia di Steven Soderbergh
- 2004: Mystic River, regia di Clint Eastwood
  - Elephant, regia di Gus Van Sant
  - Gangs of New York, regia di Martin Scorsese
  - The Hours, regia di Stephen Daldry
  - Il ritorno (Vozvraščenie), regia di Andrej Zvjagincev
- 2005: Lost in Translation - L'amore tradotto (Lost in Translation), regia di Sofia Coppola
  - I diari della motocicletta (Diarios de motocicleta), regia di Walter Salles
  - Fahrenheit 9/11, regia di Michael Moore
  - Se mi lasci ti cancello (Eternal Sunshine of the Spotless Mind), regia di Michel Gondry
  - 21 grammi (21 Grams), regia di Alejandro González Iñárritu
- 2006: Million Dollar Baby, regia di Clint Eastwood
  - Camminando sull'acqua (Lalekhet Al HaMayim), regia di Eytan Fox
  - A History of Violence, regia di David Cronenberg
  - Mare dentro (Mar adentro), regia di Alejandro Amenábar
  - Match Point, regia di Woody Allen
- 2007: Little Miss Sunshine, regia di Jonathan Dayton e Valerie Faris
  - Babel, regia di Alejandro González Iñárritu
  - The Queen - La regina (The Queen), regia di Stephen Frears
  - I segreti di Brokeback Mountain (Brokeback Mountain), regia di Ang Lee
  - Volver, regia di Pedro Almodóvar
- 2008: Le vite degli altri (Das leben der anderen), regia di Florian Henckel von Donnersmarck
  - Ai confini del Paradiso (Auf der anderen seite), regia di Fatih Akın
  - I padroni della notte (We Own the Night), regia di James Gray
  - La promessa dell'assassino (Eastern Promises), regia di David Cronenberg
  - 4 mesi, 3 settimane e 2 giorni (4 luni 3 săptămâni şi 2 zile), regia di Cristian Mungiu
- 2009: Valzer con Bashir (Vals Im Bashir), regia di Ari Folman
  - Eldorado Road (Eldorado), regia di Bouli Lanners
  - Gomorra, regia di Matteo Garrone
  - Into the Wild - Nelle terre selvagge (Into the Wild), regia di Sean Penn
  - Il matrimonio di Lorna (Le Silence de Lorna), regia di Jean-Pierre e Luc Dardenne
  - Il petroliere (There Will Be Blood), regia di Paul Thomas Anderson
  - Two Lovers, regia di James Gray

### Anni 2010-2019
- 2010: Gran Torino, regia di Clint Eastwood
  - Avatar, regia di James Cameron
  - Milk, regia di Gus Van Sant
  - J'ai tué ma mère, regia di Xavier Dolan
  - Panico al villaggio (Panique au village), regia di Stéphane Aubier e Vincent Patar
  - Il nastro bianco (Das weiße Band), regia di Michael Haneke
  - The Millionaire (Slumdog Millionaire), regia di Danny Boyle
- 2011: The Social Network, regia di David Fincher
  - Les Amours imaginaires, regia di Xavier Dolan
  - Bright Star, regia di Jane Campion
  - Il segreto dei suoi occhi (El secreto de sus ojos), regia di Juan José Campanella
  - Illégal, regia di Olivier Masset-Depasse
  - Inception, regia di Christopher Nolan
  - Invictus, regia di Clint Eastwood
- 2012: Una separazione (Jodāyi-e Nāder az Simin), regia di Asghar Farhadi
  - Il cigno nero (Black Swan), regia di Darren Aronofsky
  - Il discorso del re (The King's Speech), regia di Tom Hooper
  - Drive, regia di Nicolas Winding Refn
  - Il ragazzo con la bicicletta (Le Gamin au vélo), regia di Jean-Pierre e Luc Dardenne
  - La donna che canta (Incendies), regia di Denis Villeneuve
  - Melancholia, regia di Lars von Trier
- 2013: Argo, regia di Ben Affleck
  - À perdre la raison, regia di Joachim Lafosse
  - Bullhead - La vincente ascesa di Jacky (Rundskop), regia di Michaël R. Roskam
  - Laurence Anyways e il desiderio di una donna... (Laurence Anyways), regia di Xavier Dolan
  - Oslo, 31. august, regia di Joachim Trier
  - La parte degli angeli (The Angels' Share), regia di Ken Loach
  - Royal Affair (En kongelig affære), regia di Nikolaj Arcel
- 2014: Alabama Monroe - Una storia d'amore (The Broken Circle Breakdown), regia di Felix Van Groeningen
  - Blancanieves, regia di Pablo Berger
  - Blue Jasmine, regia di Woody Allen
  - Dead Man Talking, regia di Patrick Ridremont
  - Django Unchained, regia di Quentin Tarantino
  - La grande bellezza, regia di Paolo Sorrentino
  - Gravity, regia di Alfonso Cuarón
- 2015: Mommy, regia di Xavier Dolan
  - 12 anni schiavo, regia di Steve McQueen
  - Boyhood, regia di Richard Linklater
  - Due giorni, una notte, regia di Jean-Pierre e Luc Dardenne
  - Ida, regia di Paweł Pawlikowski
  - Grand Budapest Hotel, regia di Wes Anderson
  - Il regno d'inverno - Winter Sleep, regia di Nuri Bilge Ceylan
- 2016: Birdman, regia di Alejandro González Iñárritu
  - Il figlio di Saul (Saul fia), regia di László Nemes
  - Je suis mort mais j'ai des amis, regia di Guillaume e Stéphane Malandrin
  - Mia madre, regia di Nanni Moretti
  - Taxi Teheran, regia di Jafar Panahi
  - Dio esiste e vive a Bruxelles (Le Tout Nouveau Testament), regia di Jaco Van Dormael
  - Youth - La giovinezza, regia di Paolo Sorrentino
- 2017: Io, Daniel Blake (I, Daniel Blake), regia di Ken Loach
  - Un padre, una figlia (Bacalaureat), regia di Cristian Mungiu
  - La ragazza senza nome (La Fille inconnue), regia di Jean-Pierre e Luc Dardenne
  - È solo la fine del mondo (Juste la fin du monde), regia di Xavier Dolan
  - Aquarius, regia di Kleber Mendonça Filho
  - Manchester by the Sea, regia di Kenneth Lonergan
  - Vi presento Toni Erdmann (Toni Erdmann), regia di Maren Ade
- 2018: Loveless (Нелюбовь), regia di Andrej Petrovič Zvjagincev
  - Omicidio al Cairo (The Nile Hilton Incident), regia di Tarik Saleh
  - Dunkirk (Dunkerque), regia di Christopher Nolan
  - Lo scambio di principesse (L'Échange des princesses), regia di Marc Dugain
  - La La Land, regia di Damien Chazelle
  - Un matrimonio (Noces), regia di Stephan Streker
  - The Square, regia di Ruben Östlund
- 2019: Un affare di famiglia (Manbiki kazoku), regia di Hirokazu Kore'eda • Giappone
  - Tre manifesti a Ebbing, Missouri (Three Billboards Outside Ebbing, Missouri), regia di Martin McDonagh • Stati Uniti d'America, Regno Unito
  - Cafarnao - Caos e miracoli (Capharnaüm), regia di Nadine Labaki • Libano
  - Cold War (Zimna wojna), regia di Paweł Pawlikowski • Polonia
  - Girl, regia di Lukas Dhont • Paesi Bassi, Belgio
  - Le nostre battaglie (Nos batailles), regia di Guillaume Senez • Belgio, Francia
  - Hannah, regia di Andrea Pallaoro • Italia

### Anni 2020-2029
- 2020: Parasite (Gisaengchung), regia di Bong Joon-ho
  - C'era una volta a... Hollywood (Once Upon a Time... in Hollywood), regia di Quentin Tarantino
  - Dolor y gloria, regia di Pedro Almodóvar
  - L'età giovane (Le Jeune Ahmed), regia di Jean-Pierre e Luc Dardenne
  - Joker, regia di Todd Phillips
  - Lola (Lola vers la mer), regia di Laurent Micheli
  - Il traditore, regia di Marco Bellocchio
- 2021: Un altro giro (Druk), regia di Thomas Vinterberg
  - 1917, regia di Sam Mendes
  - Cattive acque (Dark Waters), regia di Todd Haynes
  - Corpus Christi (Boże Ciało), regia di Jan Komasa
  - La virgen de agosto, regia di Jonás Trueba
- 2022: The Father - Nulla è come sembra (The Father), regia di Florian Zeller
  - Drive My Car, regia di Ryūsuke Hamaguchi
  - First Cow, regia di Kelly Reichardt
  - Madres paralelas, regia di Pedro Almodóvar
  - Metri šiš o nim, regia di Sa'id Rustayi
  - La persona peggiore del mondo (Verdens verste menneske), regia di Joachim Trier
  - Scompartimento n. 6 - In viaggio con il destino (Hytti nro 6), regia di Juho Kuosmanen
- 2023: As bestas, regia di Rodrigo Sorogoyen
  - Close, regia di Lukas Dhont
  - La cospirazione del Cairo (Boy From Heaven), regia di Tarik Saleh
  - EO, regia di Jerzy Skolimowski
  - Triangle of Sadness, regia di Ruben Östlund
- 2024: La natura dell'amore (Simple comme Sylvain), regia di Monia Chokri
  - Foglie al vento (Kuolleet lehdet), regia di Aki Kaurismäki
  - Oppenheimer, regia di Christopher Nolan
  - Perfect Days, regia di Wim Wenders
  - Rapito, regia di Marco Bellocchio
- 2025: La zona d'interesse (The Zone of Interest), regia di Jonathan Glazer
  - Anora, regia di Sean Baker
  - The Apprentice - Alle origini di Trump (The Apprentice), regia di Ali Abbasi
  - Il seme del fico sacro (Dāne-ye anjīr-e ma'ābed), regia di Mohammad Rasoulof
  - The Substance, regia di Coralie Fargeat